# 雷恩堡
雷恩堡（法語：Rennes-le-Château，法語發音：[ʁɛn lə ʃato] ⓘ）是法国奧克西塔尼大區奥德省的一个市镇，属于利穆区。

## 地理
雷恩堡（42°55'38"N, 2°15'49"E）面积14.68 平方千米，位于法国奧克西塔尼大區奥德省，该省份为法国南部沿海省份，北起塔恩省，西北接上加龙省，西接阿列日省，南至东比利牛斯省，东临地中海，东北与埃罗省接壤。
与雷恩堡接壤的市镇（或旧市镇、城区）包括：比加拉什、库伊扎、埃斯佩拉扎、格拉内斯、雷恩莱班、圣瑞斯特和勒贝聚、苏格赖涅。

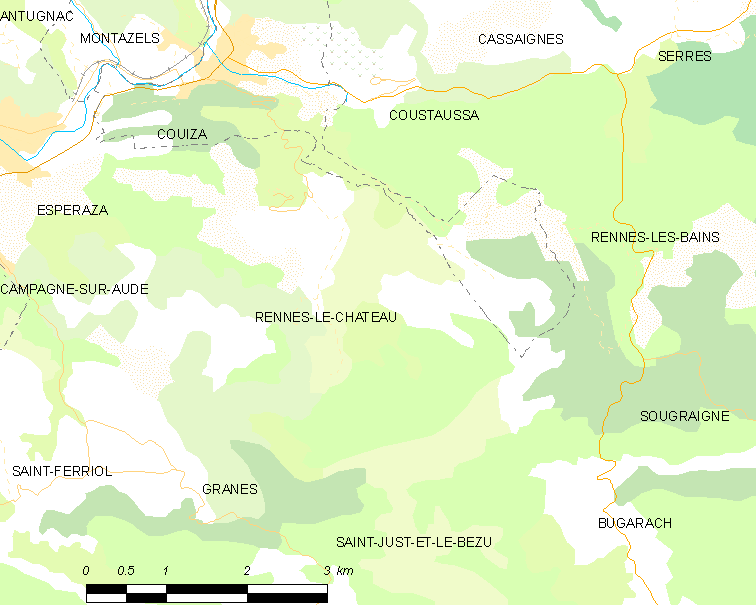
雷恩堡的OSM定位图

雷恩堡的时区为UTC+01:00、UTC+02:00（夏令时）。

## 行政
雷恩堡的邮政编码为11190，INSEE市镇编码为11309。

## 政治
雷恩堡所属的省级选区为上奥德河谷县。

## 人口

1962-2008年间雷恩堡人口变化图示

雷恩堡于2022年1月1日时的人口数量为87人。